# 冰茶

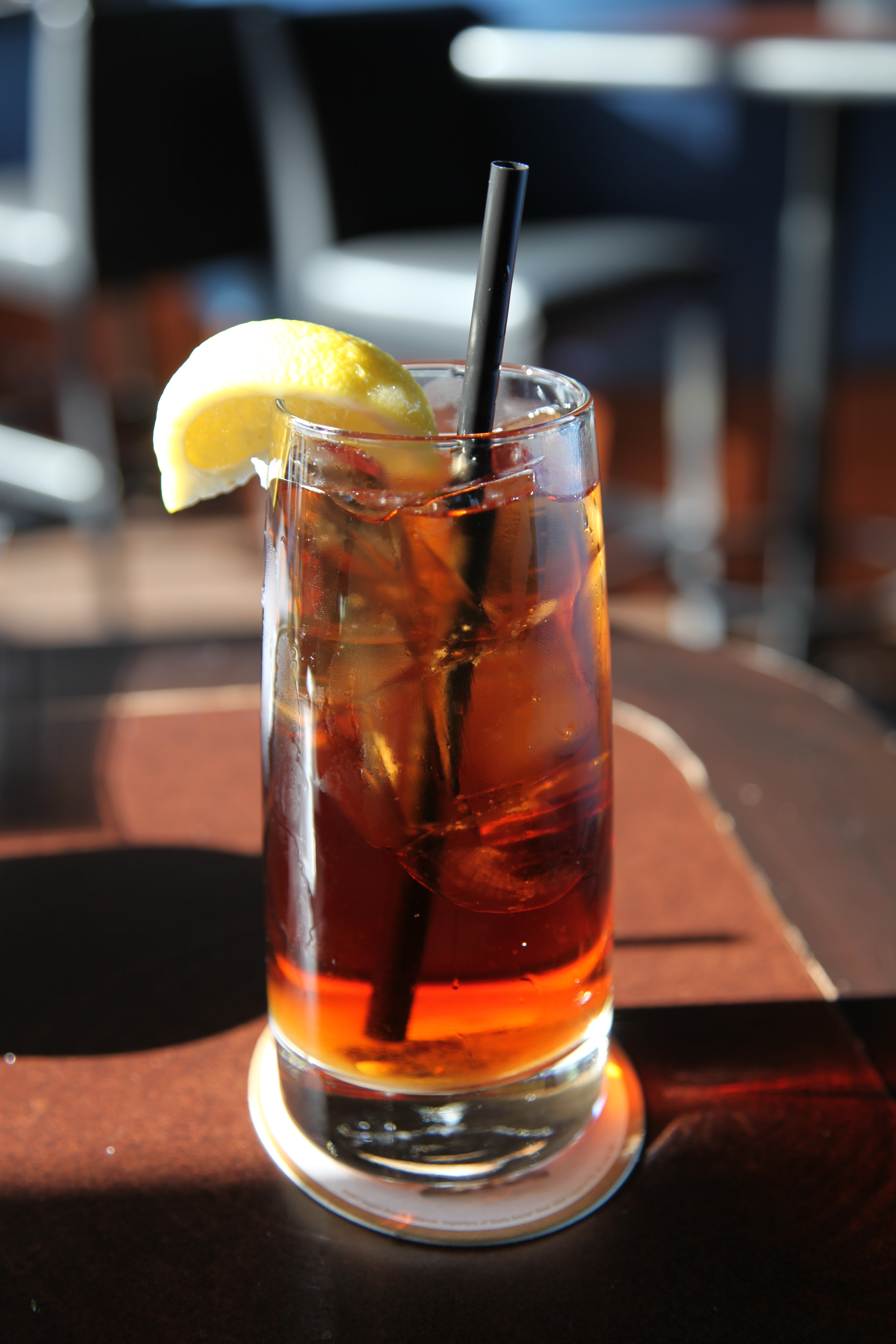
冰紅茶

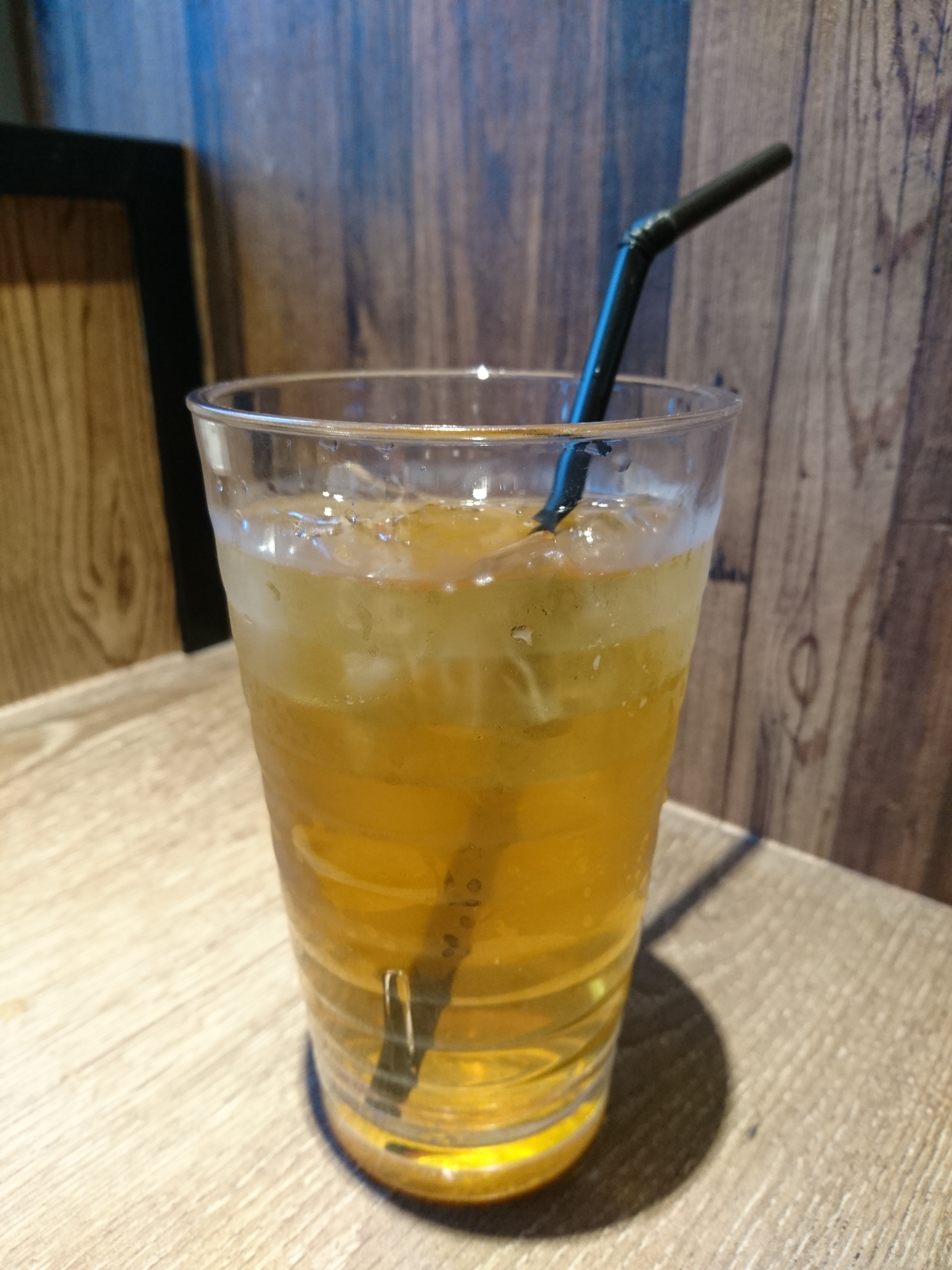
冰綠茶

冰茶或冰紅茶是一種冷飲的茶，在茶上加上冰即成，有些會再加上甜味劑。除了杯裝外，冰茶也是常見的包裝飲料，可以加上不同的香味如檸檬、桃、鵝莓、青檸、藍莓、櫻桃等。
在西方，冰茶傳統上以紅茶沖泡，而現代除了紅茶之外，其他種類的茶如綠茶、白茶等沖泡的冰茶也很常見，如藍莓綠茶，除了茶葉沖泡的茶可以製成冰茶外，花果茶也可以製作冰茶。